# Oya Unustası
Oya Unustası (Istambul, Turquia, 31 de março de 1988) é uma atriz turca mais conhecida por interpretar Gönül Aslanbey na série da ATV, Hercai.

## Biografia
A família materna de Unustası é originalmente da cidade de Tessalônica na Grêcia, já sua familia paterna é de Plovdiv na Bulgaria, ambas as famílias imigraram para Buca, na província de Esmirna, na Tuquia. Ela completou sua educação na Universidade de Belas Artes Mimar Sinan (Mimar Sinan Fine Art University) e recebeu treinamento de Ayla Algan na área de artes cênicas e performáticas. Ela entrou no top 20 no concurso Miss Turquia em 2013.

## Carreira
Sua primeira experiência como atriz foi em 2010, no papel da garota do bar, no filme estrelado por Rıza Kocaoğlu e Serra Yilmaz, Kaybedenler Kulübü, na televisão seu primeiro papel foi Duru na série İzmir Çetesi de 2011, da Star TV. Em 2013 fez parte do elenco da série Sevdaluk, onde interpretou Gülben Gedik, no ano de 2014 foi Nilüfer Korkmaz  em Beyaz Karanfil, da ATV, em 2015 intepretou Zeliş Gıpgıp na série do Kanal D, Kalbim Ege'de Kaldı. No ano de 2017 fez sua estréia no teatro com a personagem Olivia na peça Çok Satanlar, ao lado de Ahmet Tansu, seu namorado e futuro colega de elenco. E em 2018 fez a minissérie Masum Değiliz interpretando Ceyda Koruhan e uma participação em O Grande Guerreiro Otomano(Diriliş Ertuğrul) do canal TRT 1 no papel de Sugay Hatun, em 2019 entrou para o elenco da série da ATV, Hercai onde interpreta Gönül Aslanbey.

## Vida pessoal
Desde 2012 Oya namora Ahmet Tansu, seu colega de elenco na peça teatral Çok Satanlar e também na série Hercai.

## Filmografia

### Televisão
| Ano   | Título                    | Personagem      |
| ----- | ------------------------- | --------------- |
| 2011  | İzmir Çetesi              | Duru            |
| 2013  | Sevdaluk                  | Gülben Gedik    |
| 2014  | Beyaz Karanfil            | Nilüfer Korkmaz |
| 2015  | Kalbim Ege'de Kaldı       | Zeliş Gıpgıp    |
| 2018  | Masum Değiliz             | Ceyda Koruhan   |
| 2018  | O Grande Guerriro Otomano | Sugay Hatun     |
| 2019- | Hercai                    | Gönül Aslanbey  |

### Filmes
| Ano  | Título             | Personagem    |
| ---- | ------------------ | ------------- |
| 2010 | Kaybedenler Kulübü | Garota do Bar |

### Teatro
| Ano   | Título       | Personagem |
| ----- | ------------ | ---------- |
| 2017- | Çok Satanlar | Olivia     |

## Prêmios e Indicações
| Ano  | Prêmio                              | Categoria                | Trabalho | Resultado |
| ---- | ----------------------------------- | ------------------------ | -------- | --------- |
| 2020 | Golden Star                         | Melhor Atriz Coadjuvante | Hercai   | Indicada  |
| 2020 | Premios Telenovelas España (PTE202) | Mejor actriz co estelar  | Hercai   | Ganhou    |